# Wibaux (Montana)
Wibaux es un pueblo ubicado en el condado de Wibaux en el estado estadounidense de Montana. En el Censo de 2010 tenía una población de 589 habitantes y una densidad poblacional de 211,35 personas por km².

## Geografía
Wibaux se encuentra ubicado en las coordenadas 46°59′12″N 104°11′24″O / 46.98667, -104.19000. Según la Oficina del Censo de los Estados Unidos, Wibaux tiene una superficie total de 2.79 km², de la cual 2.79 km² corresponden a tierra firme y (0%) 0 km² es agua.

## Demografía
Según el censo de 2010, había 589 personas residiendo en Wibaux. La densidad de población era de 211,35 hab./km². De los 589 habitantes, Wibaux estaba compuesto por el 96.43% blancos, el 0% eran afroamericanos, el 0.51% eran amerindios, el 0.68% eran asiáticos, el 0% eran isleños del Pacífico, el 0.51% eran de otras razas y el 1.87% pertenecían a dos o más razas. Del total de la población el 1.7% eran hispanos o latinos de cualquier raza.